# 6929 Misto
6929 Misto (1994 UE) là một tiểu hành tinh vành đai chính được phát hiện ngày 31 tháng 10 năm 1994 bởi V. S. Casulli ở Colleverde di Guidonia.